# Gare de Beauvoir-sur-Niort
La gare de Beauvoir-sur-Niort est une gare ferroviaire française de la ligne de Chartres à Bordeaux-Saint-Jean, située sur le territoire de la commune de Beauvoir-sur-Niort dans le département des Deux-Sèvres en région Nouvelle-Aquitaine.
C'est une halte voyageurs de la société nationale des chemins de fer français (SNCF), desservie par des trains du réseau de transport express régional TER Nouvelle-Aquitaine.

## Situation ferroviaire
Établie à 74 mètres d'altitude, la gare de Beauvoir-sur-Niort est située au point kilométrique (PK) 434,174 de la ligne de Chartres à Bordeaux-Saint-Jean (voie unique), entre les gares de Marigny (Deux-Sèvres) et de Prissé-la-Charrière.
Gare d'évitement, sur une ligne à voie unique, elle dispose d'une deuxième voie pour le croisement des trains.

## Histoire
En 2022, 38 082 voyageurs ont emprunté cette gare contre 26 170 voyageurs en 2019.

## Service des voyageurs

### Accueil
Halte SNCF, c'est un point d'arrêt non géré (PANG) à accès libre. Elle dispose de deux quais équipés chacun d'un abri.
Un passage de niveau piéton, équipé d'une alarme, permet la traversée des voies et l'accès aux quais.

### Desserte
Beauvoir-sur-Niort est desservie par les trains TER Nouvelle-Aquitaine qui circulent sur la relation Niort - Royan (ou Saintes).

### Intermodalité
Le stationnement des véhicules est possible à côté de l'ancien bâtiment voyageurs.

Installations de la halte
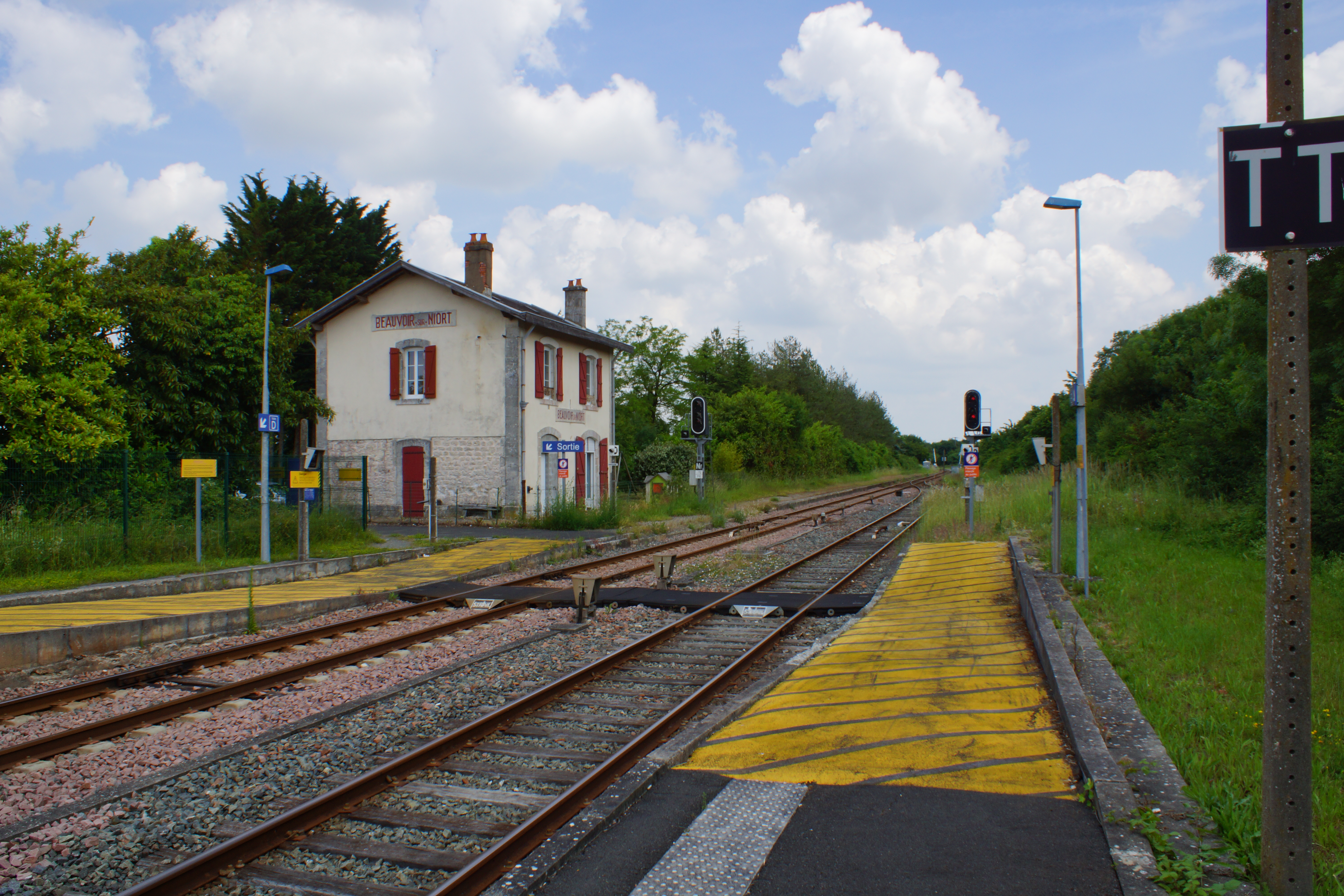
Passage de niveau piéton.
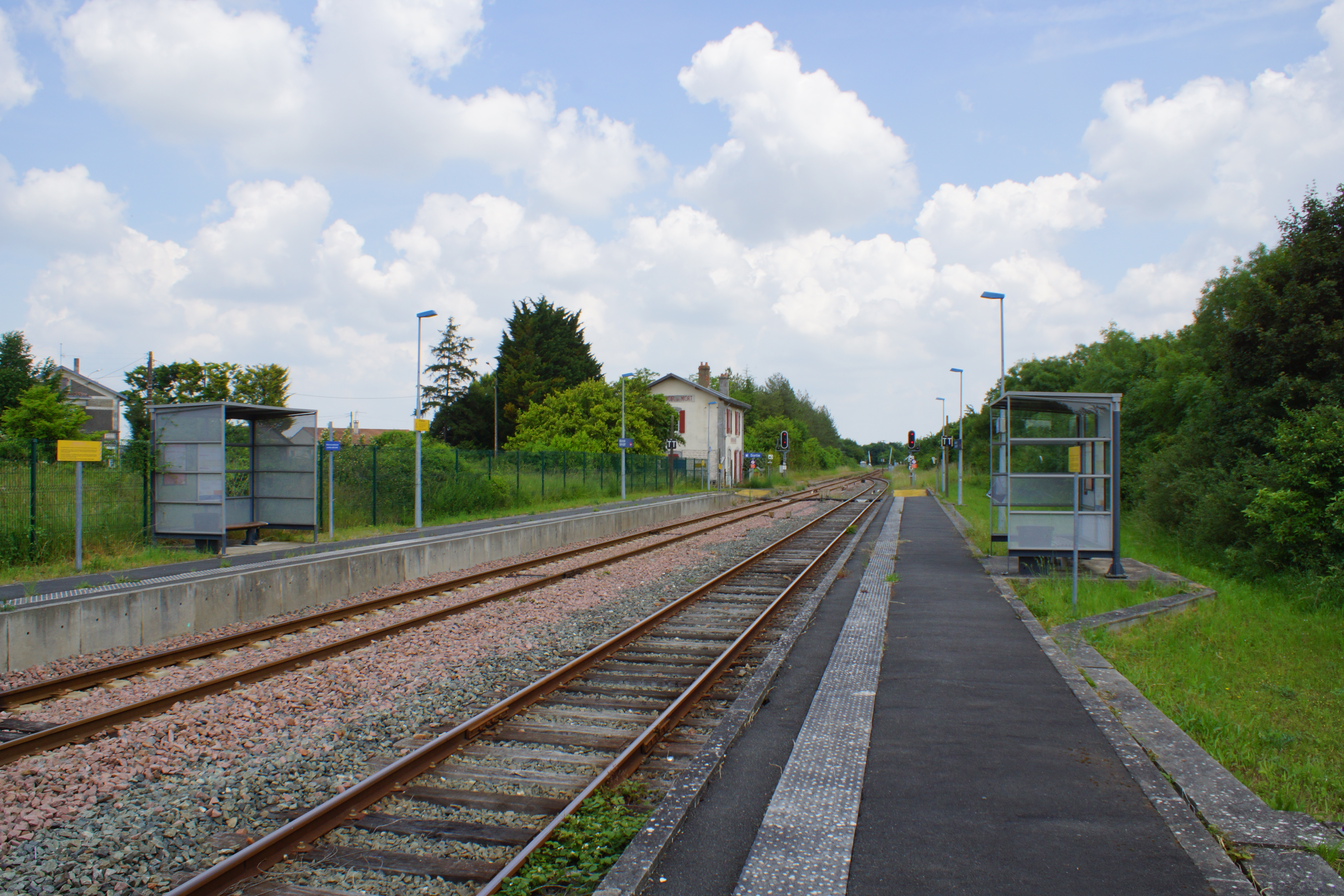
Voies, quais et abris.
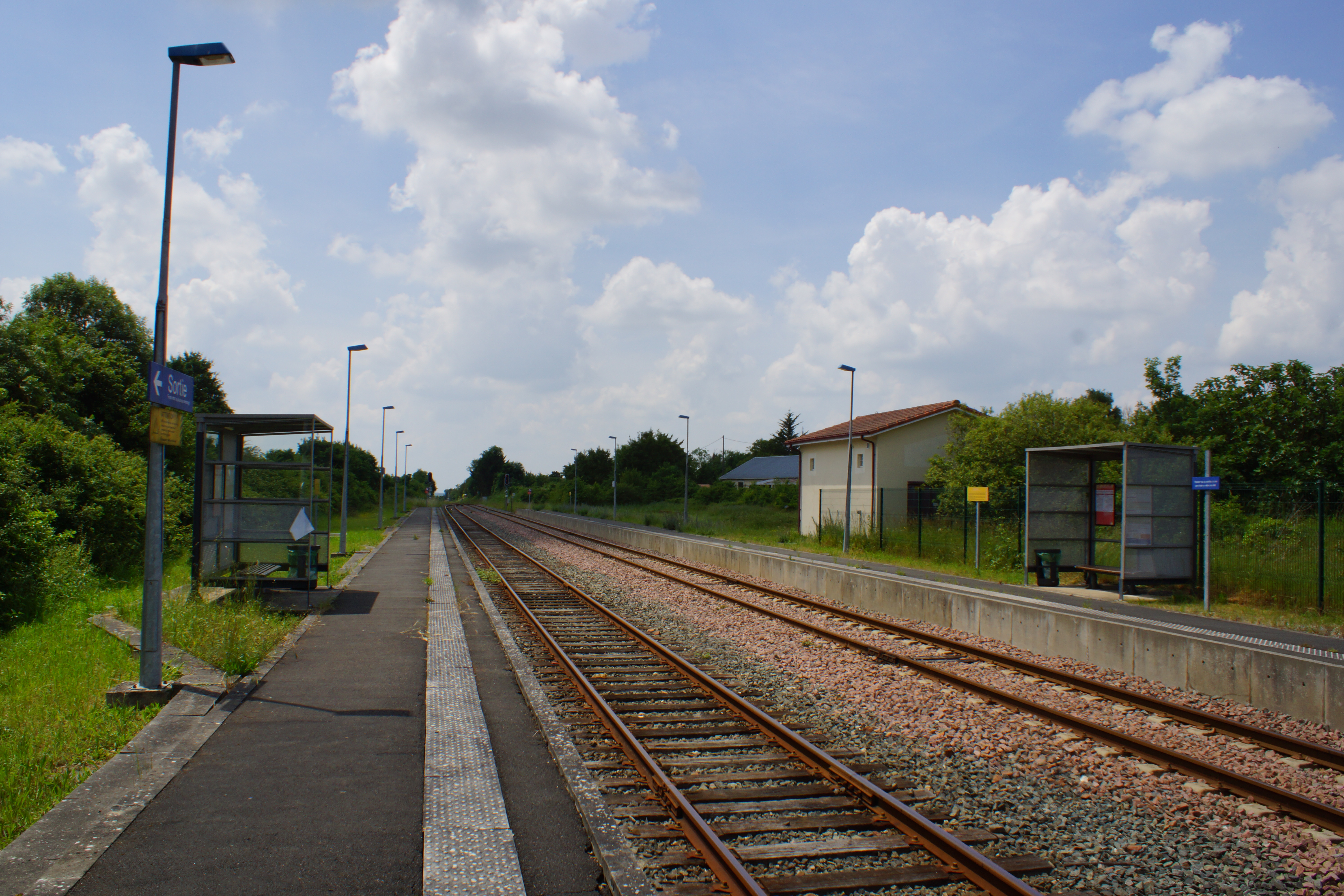
Voies, quais et abris.